# Kirchenlehrer

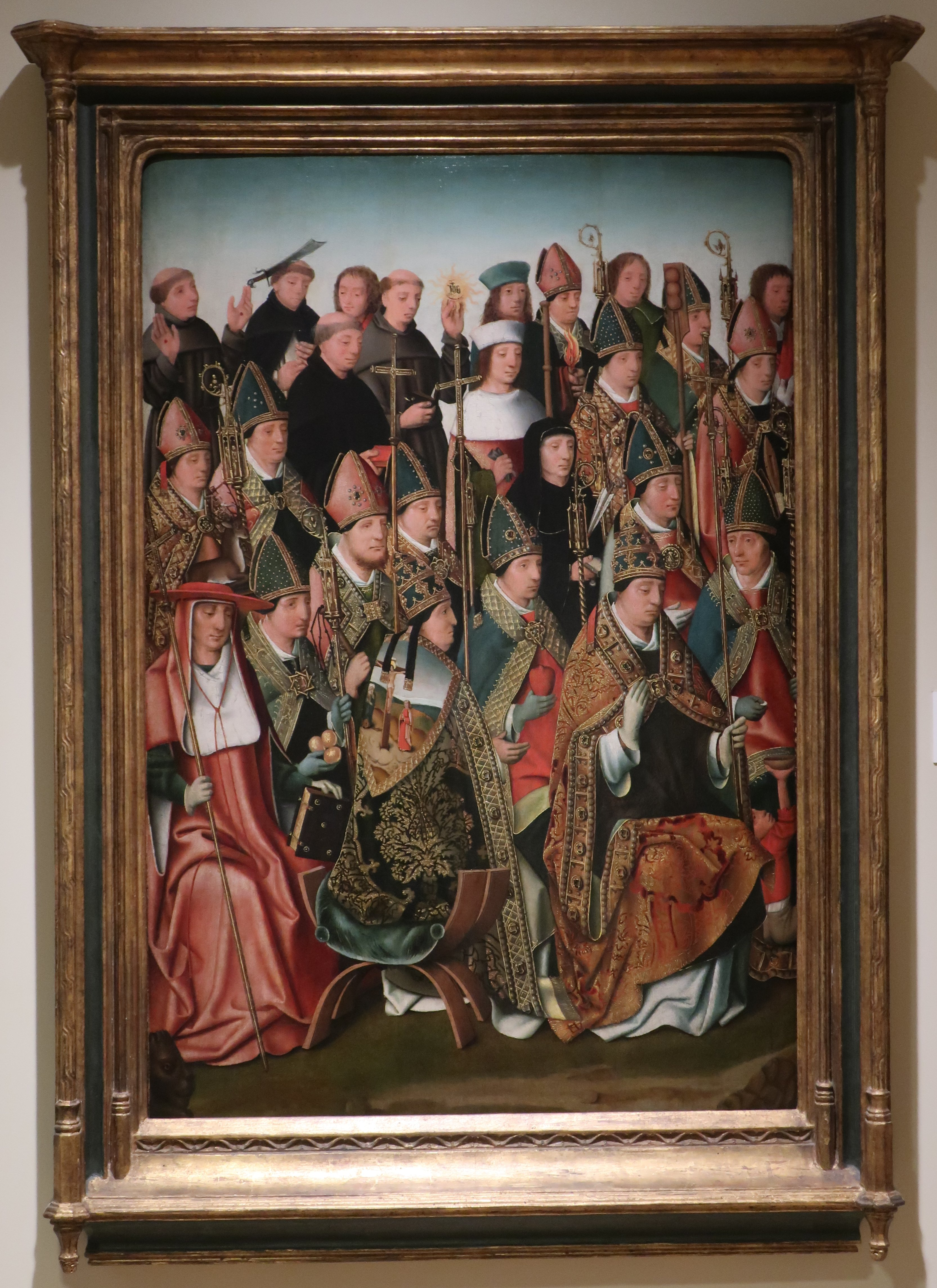
Heilige und Kirchenlehrer, unbekannter Maler um 1475

Als Kirchenlehrer (lateinisch: doctor ecclesiae) werden Theologen und Heilige bezeichnet, die einen prägenden Einfluss auf die Theologie der christlichen Kirche hatten. Mit diesem Ehrentitel wurden nur wenige Personen ausgezeichnet; in älterer Zeit (und bis heute in den Ostkirchen) geschah dies relativ spontan, aber auch durch einige Konzilien. In der Westkirche wird die Erhebung zum Kirchenlehrer formell durch den Papst ausgesprochen. Einige herausragende frühchristliche Schriftsteller bis zum 6. Jahrhundert werden zudem als Kirchenväter bezeichnet.
In seiner Kommentierung frühchristlicher Schriftsteller vom Februar 2009 erwähnt Papst Benedikt XVI. die von Beda dem Ehrwürdigen gewählte Bezeichnung (doctores ac doctrices) für Gelehrte beiderlei Geschlechts. Bei der Ernennung der heiligen Hildegard zur Kirchenlehrerin durch Benedikt XVI. am 7. Oktober 2012 griff er jedoch auf die Titelform Doctor Ecclesiae universalis zurück.
Die ersten acht Kirchenlehrer der Ost- und der Westkirche werden von beiden Kirchen als solche bezeichnet. Die römisch-katholische Kirche definierte in der Gegenreformation den Titel „Kirchenlehrer“ und verlieh ihn auch an Theologen späterer Jahrhunderte.

## Kirchenlehrer der Ostkirchen
In der Ostkirche gab es ursprünglich drei Kirchenlehrer, Johannes Chrysostomos, Basilius von Caesarea und Gregor von Nazianz, denen in der orthodoxen Kirche das Fest der drei Hierarchen am 30. Januar gewidmet ist. Später wurde analog zu den vier Kirchenlehrern der Westkirche noch Athanasius von Alexandria hinzugefügt. In den orthodoxen Kirchen ist der Begriff des Kirchenlehrers nicht genau bestimmt. Allerdings kann man wohl Gregor von Nyssa, Papst Leo den Großen, Maximus den Bekenner, Johannes von Damaskus, Symeon den Neuen Theologen, Gregorios Palamas und Markus von Ephesus weitgehend unbestritten dazu zählen.

## Kirchenlehrer der lateinischen Kirche

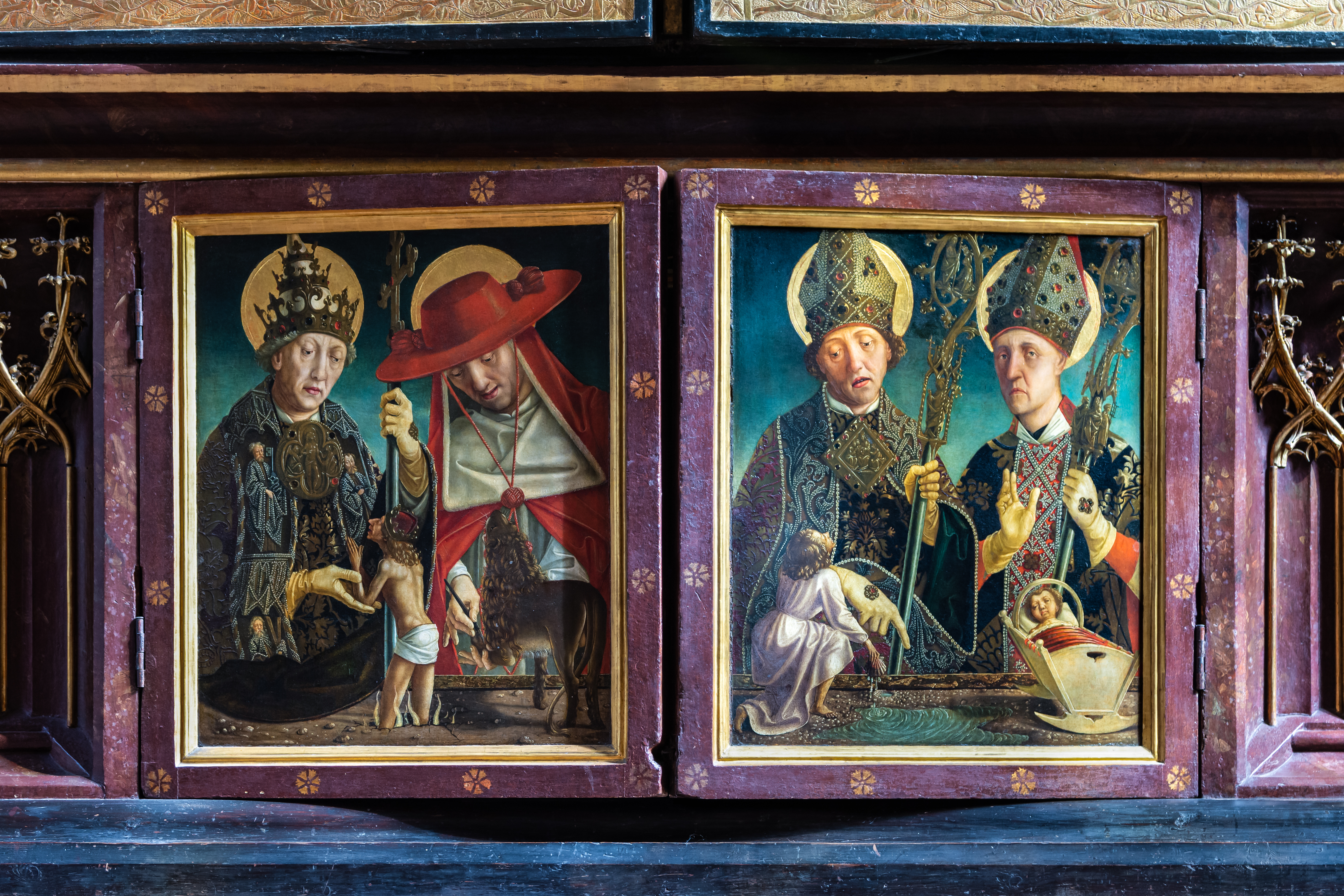
Die vier lateinischen Kirchenväter, Michael Pacher 1471–79

In der lateinischen Kirche waren ursprünglich nur Hieronymus, Ambrosius von Mailand, Augustinus von Hippo und Papst Gregor der Große Kirchenlehrer. Als solche wurden sie 1295 von Papst Bonifatius VIII. bestätigt. Im 16. Jahrhundert wurde die Liste erstmals erweitert. Papst Pius V. erklärte 1567 Thomas von Aquin und 1568 Athanasius den Großen, Basilius den Großen, Gregor von Nazianz und Johannes Chrysostomos zu Kirchenlehrern. 1588 folgte Bonaventura. Einerseits ging es darum, die Bedeutung des Aquinaten und seiner Summa theologica als maßgebliches Lehrbuch der Theologie herauszustellen; andererseits war das Interesse an den griechischen Theologen der Alten Kirche durch Humanismus und Gegenreformation gestiegen. Ein consensus patrum, der die römisch-katholische Position stützte, war in zeitgenössischen kontroverstheologischen Gesprächen ein wertvolles Argument.
Seit dem 18. Jahrhundert wurden weitere Kirchenlehrer hinzugefügt, 2015 mit Gregor von Narek auch ein Mönch der armenischen Kirche. Unter den Kirchenlehrern der römisch-katholischen Kirche sind vier Frauen: Teresa von Ávila, Katharina von Siena, Thérèse von Lisieux und Hildegard von Bingen. (Hildegard von Bingen und Albertus Magnus sind die einzigen Deutschen die zu Kirchenlehrern erhoben wurden - Doctor Ecclesiae universalis.) Sie wurden 1970 oder später der Liste der Kirchenlehrer hinzugefügt. Darin zeigt sich eine höhere Bewertung von Frauen durch die Kirche, aber auch eine stärkere Gewichtung von mystischer Begabung und Spiritualität für die Zuerkennung des Kirchenlehrertitels.
Der Titel wird in der lateinischen Kirche durch die Heiligsprechungskongregation verliehen und vom Papst genehmigt, nachdem die Schriften des Heiligen durch die Glaubenskongregation sorgfältig geprüft wurden. Geregelt ist dies in der apostolischen Konstitution Pastor Bonus, 28. Juni 1988, Art. 73. Es handelt sich dabei nicht um eine Entscheidung ex cathedra und es wird dadurch nicht erklärt, dass es in den Schriften des Kirchenlehrers keinen Irrtum gebe. Die römisch-katholische Kirche hat die Bedingungen für den Titel ausgeführt: orthodoxa doctrina (Rechtgläubigkeit, aber nicht Irrtumslosigkeit), eminens doctrina (herausragende Lehre), insignis vitae sanctitas (ein hoher Grad von Heiligkeit) und ecclesiae declaratio (Erhebung zum Kirchenlehrer durch die Kirche); diese zusammenfassende Festlegung stammt von Papst Benedikt XIV. (De servorum Dei beatificatione et beatorum canonizatione, 1741).

## Vollständige Liste der katholischen Kirchenlehrer (38 Heilige)
| Name                    | geb.    | gest | ern. | Tätigkeit                                                                  |
| ----------------------- | ------- | ---- | ---- | -------------------------------------------------------------------------- |
| Gregor der Große        | 540     | 604  | 1295 | Benediktiner, Papst                                                        |
| Ambrosius von Mailand   | 340     | 397  | 1295 | Bischof von Mailand                                                        |
| Augustinus von Hippo    | 354     | 430  | 1295 | Bischof von Hippo                                                          |
| Hieronymus              | 347     | 420  | 1295 | Priester, Bibelübersetzer                                                  |
| Thomas von Aquin        | 1225    | 1274 | 1567 | italienischer Dominikaner, Hauptvertreter der Scholastik                   |
| Johannes Chrysostomos   | 349/350 | 407  | 1568 | Erzbischof von Konstantinopel                                              |
| Basilius von Caesarea   | 330     | 379  | 1568 | Bischof von Cäsarea                                                        |
| Gregor von Nazianz      | 329     | 390  | 1568 | Erzbischof von Konstantinopel                                              |
| Athanasius der Große    | 298     | 373  | 1568 | Bischof von Alexandria                                                     |
| Bonaventura             | 1221    | 1274 | 1588 | Franziskaner, Bischof von Albano                                           |
| Anselm von Canterbury   | 1033    | 1109 | 1720 | Benediktiner, Erzbischof von Canterbury, Begründer der Scholastik          |
| Isidor von Sevilla      | 560     | 636  | 1722 | Bischof von Sevilla                                                        |
| Petrus Chrysologus      | 380     | 450  | 1729 | Bischof von Ravenna                                                        |
| Leo der Große           | 400     | 461  | 1754 | Papst                                                                      |
| Petrus Damiani          | 1006    | 1072 | 1828 | Benediktiner, Bischof von Ostia                                            |
| Bernhard von Clairvaux  | 1090    | 1153 | 1830 | französischer Zisterzienser, Mystiker                                      |
| Hilarius von Poitiers   | 315     | 367  | 1851 | Bischof von Poitiers                                                       |
| Alfons von Liguori      | 1696    | 1787 | 1871 | Bischof von Sant’Agata de’ Goti und Ordensgründer der Redemptoristen       |
| Franz von Sales         | 1567    | 1622 | 1877 | Bischof von Genf, Gründer der Salesianerinnen                              |
| Kyrill von Alexandria   | 376     | 444  | 1883 | Patriarch von Alexandria                                                   |
| Kyrill von Jerusalem    | 315     | 386  | 1883 | Bischof von Jerusalem                                                      |
| Johannes von Damaskus   | 650     | 754  | 1890 | Mönch, Dogmatiker                                                          |
| Beda Venerabilis        | 673     | 735  | 1899 | englischer Benediktiner, Geschichtsschreiber                               |
| Ephräm der Syrer        | 306     | 373  | 1920 | Einsiedler                                                                 |
| Petrus Canisius         | 1521    | 1597 | 1925 | erster deutscher Jesuit                                                    |
| Johannes vom Kreuz      | 1542    | 1591 | 1926 | spanischer Karmelit und Mystiker, Gründer der Unbeschuhten Karmeliten      |
| Robert Bellarmin        | 1542    | 1621 | 1931 | Jesuit, Erzbischof von Capua                                               |
| Albertus Magnus         | um 1200 | 1280 | 1931 | Dominikaner, Bischof von Regensburg, Universalgelehrter                    |
| Antonius von Padua      | 1195    | 1231 | 1946 | portugiesischer Franziskaner, Prediger                                     |
| Laurentius von Brindisi | 1559    | 1619 | 1959 | italienischer Kapuziner                                                    |
| Teresa von Ávila        | 1515    | 1582 | 1970 | spanische Karmelitin, Mystikerin, Gründerin der Unbeschuhten Karmelitinnen |
| Katharina von Siena     | 1347    | 1380 | 1970 | italienische Mystikerin                                                    |
| Thérèse von Lisieux     | 1873    | 1897 | 1997 | französische Karmelitin                                                    |
| Johannes von Ávila      | 1499    | 1569 | 2012 | spanischer Priester, Mystiker                                              |
| Hildegard von Bingen    | 1098    | 1179 | 2012 | deutsche Benediktinerin, Mystikerin                                        |
| Gregor von Narek        | 951     | 1003 | 2015 | armenischer Mönch und Mystiker                                             |
| Irenäus von Lyon        | 135     | 202  | 2022 | Bischof von Lyon                                                           |
| John Henry Newman       | 1801    | 1890 | 2025 | englischer Kardinal, Oratorianer                                           |